# Carlos Filizzola
Carlos Alberto Filizzola Pallarés OL (Asunción, 24 de julio de 1959) es un médico y político paraguayo. Se desempeñó como senador nacional, entre el 2003 y el 2023, por el Partido País Solidario, miembro de la coalición de izquierda Frente Guasú.
Anteriormente fue intendente de Asunción de 1991 a 1996 y ministro del Interior de 2011 a 2012, bajo la administración de Fernando Lugo.

## Vida personal
Nació el 24 de julio de 1959, en Asunción. Es hijo de Francisco Filizzola y Alba Pallarés. Además, es primo del también político Rafael Filizzola.
Durante la dictadura de Alfredo Stroessner, Francisco Filizzola recibió alrededor de 4000 hectáreas de tierras públicas. Carlos, quien luchó contra la dictadura en su juventud, optó por devolverlas al estado luego de heredarlas.
Tuvo dos hijos con su primera esposa, Giuliano y Leonardo, y una hija, Verónica, con su expareja Paola Colmán.

### Educación
Cursó sus estudios secundarios en el Colegio Goethe, donde fue presidente del Centro de Estudiantes, en 1977. Como dirigente estudiantil secundario, mantuvo viva una de las últimas expresiones del Movimiento Independiente (M.I.), ante la fuerte represión desatada por la dictadura contra los gremios estudiantiles.
Es egresado de la Facultad de Ciencias Médicas de la Universidad Nacional de Asunción. Aquí fue presidente del Frente de Estudiantes de Medicina, entre 1982 y 1984. A través de este movimiento gremial, participó de la recuperación del Movimiento Estudiantil Independiente. Además, fue presidente del Centro de Estudiantes de la facultad, entre 1984 y 1985. Ejerció este cargo arrebatando electoralmente el Centro de Estudiantes de manos del Partido hegemónico de la dictadura.

## Trayectoria laboral y gremial
Como médico, Filizzola se centró en organizar a trabajadores de este campo a través de gremios, usándolos para exigir derechos laborales y protestar contra la dictadura.
Fue presidente de la Asociación de Médicos del Hospital de Clínicas, de 1986 a 1988. Al frente de esta organización participó el movimiento denominado "El Clinicazo", dirigiendo una movilización social que desafió a la dictadura, que se encontraba en decadencia y perdiendo poder a través de la década de 1980.
Entre 1989 y 1991, fue secretario general adjunto de la Central Unitaria de Trabajadores (CUT), la principal organización obrera del país.

## Trayectoria política

### Intendente de Asunción (1991-1996)
En 1990 se aprobó el nuevo Código Electoral, que permitía la incursión de candidatos independientes en la política paraguaya y el voto directo para elegir autoridades nacionales y municipales. Durante el régimen de Alfredo Stroessner los intendentes o alcaldes eran elegidos a dedo por el dictador.
En este contexto Filizzola fue electo intendente municipal de Asunción el 26 de mayo de 1991, por el Movimiento Ciudadano Asunción para Todos. Con un 34% de los votos, Filizzola venció tanto al colorado Juan Manuel Morales (27%) como al liberal Félix "Pon" Bogado Gondra (20%) y el febrerista Euclides Acevedo (10%).
De esta manera se convirtió en el primer intendente democráticamente electo del país desde el fin de la dictadura. Fue también el primer izquierdista en ser electo para este cargo.
Entre sus políticas se encontraban apoyar las manifestaciones culturales y la creación de comisiones vecinales. Además, durante su gestión se duplicó la cantidad de funcionarios públicos, pasando de 2200 a 4400, por esto Filizzola fue acusado de llenar la municipalidad con miembros de su movimiento, Asunción para Todos.
Durante su intendencia fue elegido miembro del Foro Económico Mundial, miembro asesor del consejo directivo de la Organización Iberoamericana de Cooperación Intermunicipal y secretario ejecutivo de la Organización de Mercociudades. Fue vicepresidente de la Organización Paraguaya de Cooperación Intermunicipal (OPACI) de 1994 a 1996 y presidente de la Asociación de Municipios del Área Metropolitana (AMUAM) en 1995 y 1996.

#### Retiro del monumento a Alfredo Stroessner
Una de sus primeras acciones como intendente fue ordenar el retiro de la estatua del dictador Alfredo Stroessner ubicada en el Cerro Lambaré. El 7 de octubre de 1991 Filizzola dio la orden de derribar el monumento, en base a la Ley 2719/90, que prohibía levantar monumentos públicos a personas vivas. Como el expresidente Stroessner aún se encontraba vivo, exiliado en Brasilia, su estatua estaba inequívocamente fuera de la ley.
Filizzola, junto a funcionarios y trabajadores, se encontraban en camino al cerro cuando un militar detuvo su caravana. Con fusil en mano, el soldado les dijo que no podían pasar, a lo que Filizzola respondió reiterando su cargo de intendente. Luego de este pequeño incidente, siguieron su camino hasta llegar al cerro. Al llegar al destino, comenzó la ardua tarea de derribar la grande y pesada efigie, labor que rompió herramientas y tomó hasta el mediodía, cuando el evento ya era noticia principal. Medios de radio y televisión transmitían en vivo desde el cerro, donde una gran multitud se había formado.
La obra procedió hasta que un grupo de militares y policías se presentaron, comunicándole al intendente que tenían órdenes de detener el derribo por parte del comandante en jefe y presidente Andrés Rodríguez. Poco después de esta interrupción, Filizzola recibe una llamada telefónica de Rodríguez, invitándolo a reunirse para encontrar una solución.
En la mañana del martes 8 de octubre, FIlizzola salió del despacho presidencia, comunicándole a la prensa que el presidente aprobó el retiro de la estatua, disculpándose en su nombre y el de las fuerzas armadas. Poco después, la estatua fue cortada a nivel de los pies, atada por el cuello y derribada con una grúa. Varias personas se subieron sobre la estatua, que yacía en el piso, a bailar y festejar.
La estatua fue entregada al artista Carlos Colombino, quien realizó una escultura con ella. La obra fue inaugurada en 1995, se encuentra en la Plaza de los desaparecidos, nombrada así en honor a las víctimas de la dictadura.

#### Obras públicas
Su obra más polémica fue sin duda la construcción de un estacionamiento en la Plaza de la Democracia, remodelación que demolió uno de los espacios verdes más emblemáticos de la ciudad, incluyendo la fuente que se encontraba en el medio. El 21 de abril de 1995 la obra fue inaugurada por Filizzola y el presidente Juan Carlos Wasmosy, quienes la presentaron como una "obra de vanguardia" que solucionaría los problemas relacionados al estacionamiento en el centro histórico de la ciudad. Sin embargo, el público reaccionó negativamente, desde entonces, los subsiguientes gobiernos municipales han tratado de remodelar la plaza de distintas maneras, sin éxito.
Se habilitaron centros culturales, como son la manzana de la rivera y el centro cultural paraguayo-japonés. Implementó el uso de hormigón para la pavimentación vial, buscando mejorar la calidad y durabilidad de las calles. Entre sus obras también se encuentran la Franja Costera para las zonas inundables de Asunción y el Plan de Desarrollo Ambiental de Asunción.

### Elecciones generales de 1998
En abril de 1996 se convierte en el presidente del Partido Encuentro Nacional (PEN), convirtiéndose así en líder de la tercera fuerza del país. Ese mismo año funda su propio movimiento dentro del partido, llamado Participación Amplia, Integración Solidaridad (PAIS).
En 1998, FIlizzola se alió con el liberal Domingo Laíno, formando así una unión de los dos partidos para las elecciones presidenciales de ese año: la Alianza Democrática. De esta forma Laíno fue el candidato a presidente, mientras que Filizzola fue su compañero de fórmula, candidatándose a vicepresidente.
La Alianza era fuerte, combinando a los dos grandes partidos de oposición, pero más grande era la alianza del Partido Colorado, que había logrado reconciliar sus dos grandes facciones previamente enfrentadas: el argañismo y el oviedismo. De esta manera la dupla colorada de Raúl Cubas y Luis María Argaña se llevó la presidencia con un 54% de los votos, mientras que la Alianza Democrática se quedó en segundo lugar con un 42%.
En marzo de 1999 es reemplazado como presidente del PEN por Euclides Acevedo.

### Senador Nacional (2003-2011)
En 2000, Filizzola, y su movimiento interno del PEN, el "Movimiento PAIS", decide salir del partido, y fundar el PPS.
En 2003, Filizzola fue electo Senador por el PPS, junto a José Morínigo Alcaraz. En 2008, fue reelecto para cinco años más en el Senado, ese mismo año fue electo presidente Fernando Lugo, el primer izquierdista en llegar democráticamente a esa posición, apoyado por Filizzola.
En el 2010 se crea el Frente Guasú, una coalición de partidos políticos de izquierda, incluido el Partido País Solidario de Filizzola. El Frente buscaría establecerse como una poderosa fuerza política, al unir a los diminutos y esparcidos partidos de izquierda, entre ellos el PPS. Esto escaló la tensión entre Lugo y sus aliados liberales.
En el 2010, Filizzola fue elegido por el Frente Guasú como candidato a intendente de Asunción. Sin embargo, para no perder su banca en el Senado, decidieron mantener a Filizzola en el Poder Legislativo, en su lugar, para candidato a Intendente de Asunción, el Frente nombró a Ricardo Canese.

### Ministro del Interior (2011-2012)
El 26 de agosto del 2011 fue designado por Fernando Lugo como ministro del Interior, reemplazando a su primo, Rafael Filizzola. En reemplazo de Filizzola en el Senado, juró como suplente Samuel García Paniagua.
A Filizzola le tocó fungir como ministro en una turbulenta época marcada por enfrentamientos entre campesinos y terratenientes, por los casos de tierras malhabidas. Es en este contexto que se produce la llamada masacre de Curuguaty, donde mueren 6 policías y 12 campesinos.
Lo ocurrido en Curuguaty provocó una crisis política, donde el congreso buscó destituir al ministro Filizzola y al jefe de la policía, para después ir por el presidente Lugo, quien fue responsabilizado por el hecho.
El 22 de junio del 2012 fue destituido del cargo de ministro del Interior, volviendo a ocupar su bancada en la Cámara Alta del Poder Legislativo.

### Senador Nacional (2012-2023)
En el 2013 Filizzola fue reelecto como senador, esta vez como parte del Frente Guasú, enfrentados con sus otrora aliados liberales. Ese año también fue electo como presidente el colorado Horacio Cartes.
En 2017, Filizzola volvió a protagonizar otra crisis política, esta vez como parte de los senadores que se aliaron con Horacio Cartes para enmendar la constitución, para así permitir la reelección presidencial. El Frente Guasú se alió con Cartes porque la enmienda permitiría a Fernando Lugo participar de las elecciones del 2018, dándole chances de volver a gobernar. La enmienda causó gran controversia, tanto así que decenas de personas se manifestaron frente al congreso, llegando incluso a incendiar parte de este.
En 2018, Filizzola lograría ser reelecto a un cuarto periodo en el senado.
En las elecciones generales del 2023, Filizzola no logró asegurar un quinto término en el Senado, quedando fuera de este.